# 東北大学大学院経済学研究科・経済学部
東北大学大学院経済学研究科（とうほくだいがくだいがくいんけいざいがくけんきゅうか、英称:Graduate School of Economics and Management）は、東北大学大学院に設置される研究科の一つである。また、東北大学経済学部（とうほくだいがくけいざいがくぶ、英称:School of Economics）は、東北大学に設置される学部の一つである。

## 概要
1922年に設立された東北帝国大学法文学部を前身とし、1947年に新制東北大学法文学部となった。1949年法文学部が経済学部、法学部、文学部に分かれ、東北大学経済学部が成立した。
経済学部には経済学科と経営学科に2学科が置かれている。大学院経済学研究科には経済経営学専攻と会計大学院である会計専門職専攻の2専攻が置かれている。また、地域イノベーション研究センター、サービス・データ科学研究センター、高齢経済社会研究センターが設置されている。

## 沿革
- 1922年 - 東北帝国大学法文学部経済学講座設置[1][2][4]。
- 1947年 - 新制東北大学法文学部となる[1][2]。
- 1949年 - 法文学部が、法学部、経済学部、文学部に分かれ、経済学部が成立する[1][2]。
- 1953年 - 大学院経済学研究科経済学専攻を設置[4]。
- 1968年 - 経済学部に経営学科を設置[4]。
- 1974年 - 大学院経済学研究科に経営学専攻を設置[4]。
- 1997年 - 大学院経済学研究科に独立専攻の現代応用経済科学専攻を設置[4]。
- 1998年 - 大学院経済学研究科経済学専攻を大学院重点化[4]。
- 1999年 - 大学院経済学研究科経営学専攻を大学院重点化[4]。
- 2005年 - 大学院経済学研究科を改組し、経済経営学専攻と会計専門職専攻、地域イノベーション研究センターを設置[4]。
- 2013年 - サービス・データ科学研究センターを設置[4]。
- 2015年 - 高齢経済社会研究センターを設置[4]。

## 学科
- 入学定員280名[5]
  - 経済学科[6][※ 1]
  - 経営学科[6][※ 2]

## 刊行物
東北大学経済学部は定期的に以下の冊子を刊行している。
- TERG Discussion Papers

- TMARG Discussion Papers

- 研究年報経済学

## 研究科長・学部長
- 川端望

## 著名な出身者

### 政治
- 水野清 - 元建設大臣、元総務庁長官、元内閣総理大臣補佐官（行政改革担当）
- 高田富之 - 元衆議院議員、元衆議院決算委員長
- 出口廣光 - 元参議院議員、元秋田県総務部長
- 長谷川英晴 - 参議院議員、元全国郵便局長会副会長
- 後藤斎 - 山梨県知事、元内閣府副大臣、元民主党国会対策委員長代行
- 藤井黎 - 元仙台市長、元仙台市教育委員会委員長
- 奥山恵美子 - 元仙台市長、元仙台市副市長
- 菅原康平 - 元石巻市長、元石巻青年会議所理事長
- 富塚陽一 - 元鶴岡市長、元山形県総務部長
- 川井貞一 - 元白石市長、元全国市長会副会長
- 室井照平 - 会津若松市長、元宮城県議会議員
- 入内島道隆 - 元中之条町長、元中之条町議会議員
- 内藤知周 - 元共産主義労働者党議長、元社会主義革新運動準備会事務局長

### 行政・法曹
- 遠藤保雄 - 元国際連合食糧農業機関日本事務所長
- 鈴木誠一 - 元栃木県副知事、栃木県防犯協会会長
- 畠利行 - 元福島県副知事、福島県信用保証協会会長
- 村瀬清司 - 元社会保険庁長官、元企業年金連合会理事長
- 村山寛司 - 元東京都副知事、元日本自動車ターミナル社長、元全国信用保証協会連合会会長
- 郷路征記 - 弁護士、札幌弁護士会副会長

### 経済
- 新谷明弘 - 秋田銀行頭取
- 大石良 - サーバーワークス創業者・社長
- 岡田伸一 - 元JFEホールディングス副社長・CFO
- 勝股康行 - 元七十七銀行頭取、元仙台経済同友会代表幹事
- 加藤義孝 - 元新日本有限責任監査法人理事長
- 金原陸夫 - 元昭和産業社長、元日本植物油協会会長
- 国峰淳 - 元日亜鋼業社長
- 腰高博 - コシダカホールディングス社長兼CEO、カラオケ本舗まねきねこ創業者
- 小林英文 - 七十七銀行頭取、仙台経済同友会代表幹事
- 近健太 - トヨタ自動車副社長・CFO
- 鈴木恒男 - 元日本長期信用銀行頭取
- 鈴木正俊 - 元ミライト・ホールディングス社長、元NTTドコモ副社長
- 関水賢司 - 元全国農業協同組合連合会理事長
- 三原修二 - 元本州四国連絡高速道路社長、元川崎重工業副社長
- 斎藤博明 - TAC創業者・社長、元経済同友会副代表幹事
- 種橋牧夫 - 東京建物会長、不動産協会副理事長、首都圏不動産公正取引協議会会長
- 塚本亮一 - 元第一生命保険社長、藍綬褒章
- 高橋昌明 - 元ホウスイ社長
- 中條裕章 - ALLI創業者
- 中村隆司 - 元日清製粉社長、元オリエンタル酵母工業社長、元製粉協会会長
- 西山光秋 - 日立金属会長兼社長兼CEO、元日立製作所CFO
- 橋本伸一 - 元安川電機社長
- 堀川孝夫 - 元秋田銀行頭取
- 本間洋 - NTTデータグループ社長兼CEO
- 丸森仲吾 - 元七十七銀行頭取、元仙台商工会議所会頭
- 八木橋孝男 - 東京交通会館社長、元三菱地所レジデンス社長
- 山崎彰三 - 元監査法人トーマツ代表社員、元日本公認会計士協会会長、元東北大学教授
- 渡邉光一郎 - 元第一生命ホールディングス社長、日本経団連副会長、文部科学省中央教育審議会会長

### 研究
- 青木雅明 - 会計学、東北大学名誉教授、元日本管理会計学会副会長、金融庁公認会計士・監査審査会委員
- 池上岳彦 - 財政学、立教大学副総長、日本財政学会代表理事、東京都税制調査会会長、東京市政調査会藤田賞
- 石田光男 - 経済学、同志社大学教授、社会政策学会学術賞、労働関係図書優秀賞
- 板倉勝高 - 経済地理学、東北大学名誉教授
- 高松和男 - 会計学、東北大学教授を経て初代創価大学学長、経済学博士、日本経営分析学会（日本経済会計学会）初代会長
- 岩本由輝 - 経済史、東北学院大学名誉教授、元比較家族史学会会長
- 大内経雄 - 経営学、立教大学名誉教授、日経・経済図書文化賞
- 大島清 - マルクス経済学、元筑波大学副学長
- 大島清 - マルクス経済学、法政大学名誉教授、元経済理論学会代表幹事
- 大滝精一 - 経営学、東北大名誉教授、元NHK経営委員、七十七銀行取締役、経済産業大臣賞
- 大沼あゆみ - 環境経済学、慶應義塾大学教授、慶應義塾評議員、元環境経済・政策学会会長
- 大村泉 - マルクス経済学、東北大学名誉教授
- 沖公祐 - マルクス経済学、香川大学教授、経済理論学会奨励賞
- 河相一成 - 農業経済学、東北大学名誉教授
- 川村琢 - 農業経済学、北海道大学名誉教授
- 木下彰 - 農業経済学、東北大学名誉教授、日本学士院賞
- 小暮厚之 - 経済学、慶應義塾大学名誉教授、日本保険・年金リスク学会会長
- 佐々木隆生 - 経済学、北海道大学名誉教授
- 佐々木啓明 - 経済学、京都大学教授
- 末永茂喜 - 経済学、東北大学名誉教授、元総理府統計局経済部長
- 鈴木光男 - ゲーム理論、東京工業大学名誉教授、日経・経済図書文化賞
- 副島種典 - マルクス経済学、愛知大学名誉教授、元日本中国友好協会会長
- 高橋美穂子 - 会計学、法政大学教授
- 玉野井芳郎 - 経済学、東京大学名誉教授
- 佃良彦 - 計量経済学、東北大学名誉教授、元ウェスタンオンタリオ大学客員教授、元日本金融・証券計量・工学学会会長
- 豊崎稔 - 経済学、京都大学名誉教授、元日本学術会議会員
- 中野正 - 経済学、法政大学名誉教授
- 中村靖 - ロシア経済、横浜国立大学教授、元比較経済体制学会代表幹事
- 橋本輝彦 - 経営学、立命館大学名誉教授
- 浜田康行 - 経済学、北海道大学名誉教授、中小企業研究奨励賞
- 東大作 - 国際政治学、上智大学教授
- 福嶋路 - 経営学、東北大学教授、日本ベンチャー学会会長、元宮城県参与、組織学会高宮賞
- 三潴信邦 - 経済学、筑波大学名誉教授
- 吉野直行 - 経済学(金融財政政策）、米国Johns Hopkins大学経済学博士（PhD),ニューヨーク州立大学助教授、慶應義塾大学経済学部名誉教授、アジア開発銀行研究所（前）所長、福澤賞、日本FP学会会長、金融庁金融研究センター顧問、東京都立大学特任教授
- 渡部福太郎 - 国際経済学、学習院大学名誉教授
- 山口朋泰 - 会計学、中央大学教授、日経・経済図書文化賞、日本会計研究学会太田・黒澤賞、東北経済学会賞

### その他
- 小川徹 - 文芸評論家、元映画芸術編集長
- 島影真奈美 - 編集者、ライター
- 田中宇 - ジャーナリスト、まぐまぐ大賞2008総合大賞入賞
- 黒田信哉 - NHKアナウンサー
- 阿部勉 - 映画監督、ヒューストン国際映画祭ファミリーチルドレン部門金賞
- 坂本サトル - シンガーソングライター
- 佐藤千敬 - 元カトリック仙台司教区司教

## 博士号取得者
- 国弘員人 - 経営学、東北大学名誉教授
- 田中菊次 - 経済学、東北大学名誉教授
- 中島健一 - 経営学、早稲田大学教授、元大阪工業大学准教授・神奈川大学教授
- 服部文男 - マルクス経済学、東北大学名誉教授